# 长柄合耳菊
长柄合耳菊（学名：Synotis longipes）是菊科合耳菊属的植物，是中国的特有植物。分布在中国大陆的云南等地，常生于路边，目前尚未由人工引种栽培。
其种加词“Longipes”意为“长梗的”，“长柄的”。